# Sun Li-jen
Dans ce nom chinois, le nom de famille, Sun, précède le nom personnel.
Pour les articles homonymes, voir Sun.
Sun Li-jen ou Sun Liren (孫立人; Hanyu Pinyin : Sūn Lìrén) (8 décembre 1900–19 novembre 1990) est un général de l'Armée nationale révolutionnaire chinoise du Kuomintang (KMT)  connu notamment pour son implication lors de la guerre sino-japonaise (1937-1945), la guerre du Pacifique et la guerre civile chinoise. Sa Nouvelle 1re Armée était connue comme la "Première Armée sous le ciel" et créditée du plus grand nombre de victoires contre l'Armée impériale japonaise. Il est aussi connu sous les noms de Chung-neng Sun (孫仲能, Sūn Zhòngnéng) et Fu-min Sun (孫撫民, Sūn Fǔmín).
Après avoir étudié le génie civil à compter de 1920 à l'université de Tsinghua, où il s'illustra en basket-ball, il émigra aux États-Unis et fut diplômé de l'université Purdue en 1924. 
Il fut ensuite diplômé du Virginia Military Institute en 1927 et retourna en Chine pour rejoindre l'armée de Tchang Kaï-chek impliquée contre les seigneurs de la guerre de l'armée de Beiyang et les communistes de l'Armée rouge chinoise.
Sous le grade de colonel, il dirigea des troupes lors de la bataille de Shanghai où il fut blessé par des fragments de grenade. En 1938, il devint major-général responsable de la « nouvelle 38e division » cantonnée à Duyun au Guizhou.
En 1941, il fut transféré sur le front birman sous les ordres du général Du Yuming, où il fut chargé de défendre la route de Birmanie et vint en appui aux troupes britanniques lors de la bataille de Yenangyaung. Il y fut remarqué par le commandant de la 14e armée, le lieutenant-général William Slim.
Ayant fait retraite avec les autres troupes alliées en Inde pour fuir la poussée de l'armée impériale japonaise, il est placé sous les ordres du lieutenant-général Joseph Stilwell au sein de la Force X. Appuyée par des unités spéciales comme les Merrill's Marauders, les Chindits et la Force Mars, sa Nouvelle 1re Armée devient le fer de lance de la reconquête de la Haute-Birmanie.

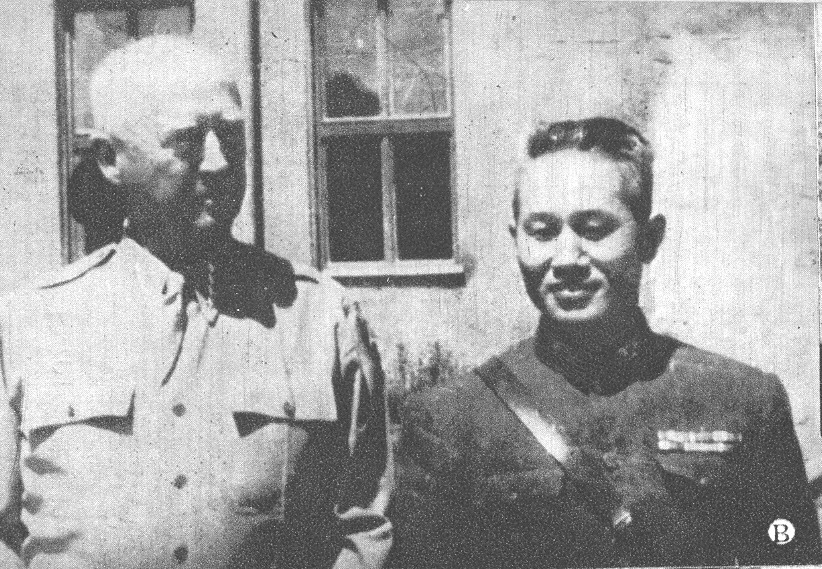
Sun, en compagnie du général George Patton, lors d'une tournée en Europe, après la guerre, en 1945.

En 1947, il se rend à Taiwan comme commandant en chef responsable de l'entraînement de  l'Armée de la République de Chine et en est nommé commandant en chef en 1950. En raison de sa popularité, il est soupçonné par Tchang de vouloir le renverser et est mis aux arrêts  domiciliaires, de 1955 à 1988. Il meurt en 1990 peu après sa libération. Les documents relatifs à l'enquête menée après l'arrestation de Sun en 1955 par le Yuan de contrôle, et qui n'avaient pas révélé d'indices d'un coup d'État, furent enfin rendus publics en 2001, après la perte du pouvoir par le KMT. En 2014, une nouvelle enquête de deux années conduite par le membre du Yuan de contrôle Lee Ping-nan (李炳南) exonérait finalement Sun de toute accusation.